# Pedró de Sant Martí
El Pedró de Sant Martí és una obra de la Vall de Bianya (Garrotxa) inclosa a l'Inventari del Patrimoni Arquitectònic de Catalunya.

## Descripció
El pedró de Sant Martí està ubicat a la vall de la riera de Santa Llúcia, presidida per l'església de Sant Pere del puig, just al davant del mas Plantalech. És de planta quadrada, teuladet a dues aigües i coronat per una creu; va ser bastit amb carreus ben tallats i una senzilla reixa de ferro guarda la imatge de Sant Martí (feta a una de les fàbriques olotines d'imatgeria religiosa). Hom hi pot llegir la següent inscripció: "SANT MARTÍ/DIENT PARE NOSTRE Y/ AVE MARIA SE GUAÑAN 40/ DIAS DE PERDO".

## Història
Aquest pedró estava ubicat a tocar la ruta que, de la Vall de Bianya s'apropava a Sant Joan de les Abadesses, a través del Coll de Santigosa. D'aquesta ruta n'han restat tres ponts medievals, dos d'ells a tocar el Molí d'en Solà i altre a prop de les restes de la casa de La Rovira.